# Agustín Vistarop
Agustín Rodrigo Vistarop (Santa Rosa, Argentina, 24 de octubre de 1987) es un futbolista profesional argentino. Se desempeña en el terreno de juego como guardameta y su equipo actual es General Belgrano de Santa Rosa, club en el que disputa el Torneo Oficial de la Liga Cultural de Fútbol . 

## Clubes
| Club                        | País                 | Año             |
| --------------------------- | -------------------- | --------------- |
| Estudiantes de La Plata     | Argentina            | 2005 - 2008     |
| Aragua FC                   | Venezuela            | 2008 - 2010     |
| Independiente Rivadavia     | Argentina            | 2010 - 2011     |
| Club Atlético All Boys      | Argentina            | 2012 - Apertura |
| Arroceros de Calabozo       | Venezuela            | 2012 - 2014     |
| Club General Belgrano       | Argentina            | 2015 - 2017     |
| Club Deportivo Maipú        | Argentina            | 2017 - 2018     |
| Universidad O&M FC          | República Dominicana | 2019 2020       |
| Club Atlético San Francisco | República Dominicana | 2021            |
| Club General Belgrano       | Argentina            | 2022            |

## Competiciones
| Competición                   | PJ  | Goles |
| ----------------------------- | --- | ----- |
| Primera División de Argentina | 17  | 0     |
| Segunda División de Argentina | 58  | 0     |
| Primera División de Venezuela | 43  | 0     |
| Segunda División de Venezuela | 55  | 0     |
| Liga Dominicana de Fútbol     | 3   | 0     |
| Copa Libertadores             | 7   | 0     |
| Copa Sudamericana             | 3   | 0     |
| Total de carrera              | 186 | 0     |